# Dacrydium
Dacrydium é um género de conífera pertencente à família Podocarpaceae.

## Espécies
- Dacrydium araucarioides
- Dacrydium balansae
- Dacrydium beccarii
- Dacrydium comosum
- Dacrydium cupressinum
- Dacrydium cornwalliana
- Dacrydium elatum
- Dacrydium ericoides
- Dacrydium gibbsiae
- Dacrydium gracile
- Dacrydium guillauminii
- Dacrydium leptophyllum
- Dacrydium lycopodioides
- Dacrydium magnum
- Dacrydium medium
- Dacrydium nausoriense
- Dacrydium nidulum
- Dacrydium novo-guineense
- Dacrydium pectinatum
- Dacrydium spathoides
- Dacrydium xanthandrum